# امسلاند
امسلاند (به آلمانی: Landkreis Emsland) یک منطقهٔ روستایی در آلمان است که در نیدرزاکسن واقع شده‌است.